# Rund um Köln 2011
Il Rund um Köln 2011, novantacinquesima edizione della corsa, valido come evento del circuito UCI Europe Tour 2011 categoria 1.1, fu disputato il 25 aprile 2011 su un percorso di 203,5 km. Fu vinto dall'australiano Michael Matthews, al traguardo in 4h 50' 50" alla media di 41,983 km/h.
Alla partenza erano presenti 161 ciclisti in rappresentanza di 22 squadre: 112 di essi portarono a termine la gara.

## Squadre e corridori partecipanti
| N.      | Cod. | Squadra                   |
| ------- | ---- | ------------------------- |
| 11-18   | LEO  | Team Leopard-Trek         |
| 21-28   | RAB  | Rabobank Cycling Team     |
| 31-38   | VCD  | Vacansoleil-DCM           |
| 51-58   | DEU  | Nazionale tedesca         |
| 61-68   | LAN  | Landbouwkrediet           |
| 71-78   | APP  | Team NetApp               |
| 81-88   | SKS  | Skil-Shimano              |
| 91-98   | CCC  | CCC-Polsat-Polkowice      |
| 101-108 | TSP  | Nutrixxion-Sparkasse      |
| 111-118 | TRS  | Team Eddy Merckx-Indeland |
| 121-128 | NSP  | Team NSP                  |

| N.      | Cod. | Squadra                     |
| ------- | ---- | --------------------------- |
| 131-138 | TTR  | TT Raiko-Argon 18           |
| 141-148 | THF  | Team Heizomat               |
| 151-158 | TSS  | Team Seven Stones           |
| 161-168 | VBG  | Team Vorarlberg             |
| 171-178 | TYR  | Tyrol Team                  |
| 181-188 | QCT  | Donckers Koffie-Jelly Belly |
| 191-198 | ASP  | AC Sparta Praha             |
| 201-208 | GLU  | Glud & Marstrand-LRØ        |
| 211-218 | CJP  | Cyclingteam Jo Piels        |
| 221-228 | ADR  | Adria Mobil                 |
| 231-238 | SKT  | An Post-Sean Kelly Team     |

## Ordine d'arrivo (Top 10)
| Pos. | Corridore          | Squadra         | Tempo    |
| ---- | ------------------ | --------------- | -------- |
| 1    | Michael Matthews   | Rabobank        | 4h50'50" |
| 2    | Marcel Kittel      | Skil-Shimano    | s.t.     |
| 3    | Giacomo Nizzolo    | Leopard-Trek    | s.t.     |
| 4    | David Kopp         | Eddy Merckx     | s.t.     |
| 5    | Aidis Kruopis      | Landbouwkrediet | s.t.     |
| 6    | Grischa Janorschke | Sparkasse       | s.t.     |
| 7    | Andreas Dietziker  | Team NetApp     | s.t.     |
| 8    | Blaž Jarc          | Adria Mobil     | s.t.     |
| 9    | Wouter Weylandt    | Leopard-Trek    | s.t.     |
| 10   | Dries Hollanders   | An Post         | s.t.     |